# Basiliek van de Hemelvaart van de Heilige Maagd (Krzeszów)
De Basiliek van de Hemelvaart van de Heilige Maagd (Pools: Bazylika Najświętszej Marii Panny) is een  barokke abdijkerk in Krzeszów (tot 1947: Grüssau), die in de jaren 1728-1735 door cisterciënzers werd gebouwd.

## Geschiedenis
De geschiedenis van het tegenwoordige Krzeszów ving aan met de vestiging van benedictijnse monniken uit het Boheemse Opatovice nad Labem. Nadat hertog Bolko I zijn macht in het gebied vestigde stichtte hij er een cisterciënzer klooster. De cisterciënzers kwamen in 1292 naar het klooster en bleven daar tot de opheffing van de abdij in 1810. De kloosterkerk werd in de jaren 1728-1735 door de bouwmeester Joseph Anton Jentsch gebouwd. De Boheemse beeldhouwer Ferdinand Maximilian Brokoff verzorgde het beeldhouwwerk. Op de plek stond eerder een stenen kerk uit 1296, die bij een plundering door hussieten verwoest werd.
De kloostergebouwen werden in de jaren 1919-1945 opnieuw door de benedictijnse orde in gebruik genomen. Na de oorlog verhuisden benedictinessen uit Lemberg naar de abdij in Krzeszów.
Sinds 1998 heeft de kerk de status van basiliek.

## Beschrijving
Het drieschepige kerkgebouw heeft de vorm van een kruis met een groot dwarsschip. De gewelven van de kerk worden bedekt met fresco's van Georg Wilhelm Neunhertz met scènes uit de Bijbel, van Maria en cisterciënzer heiligen. Het hoogaltaar toont de tenhemelopneming van de Heilige Maagd. Het is een werk van de Duitse barokschilder Peter Johann Brandl. Voor in het kerkschip staat een piëta uit circa 1500 en in de reliekenkamer een schrijn uit 1524. De kansel, het koorgestoelte en de orgelkas dateren van voor 1775. 
Achter het presbyterium bevindt zich aan de oostelijke kant van de kerk het mausoleum van het Silezische Piastengeslacht. Hier staan de 14e-eeuwse gotische sarcofagen van de hertogen Bolko I en Bolko II opgesteld.
De gevel van de laatbarokke kloosterkerk, met aan weerszijden de 70 meter hoge torens met een bekroning van engelfiguren, is met talrijke beelden van zandsteen versierd.
De basiliek behoort tot een uitgebreid abdijcomplex, waaronder eveneens de kloostergebouwen, de vroeg-barokke Sint-Jozefkerk, een gastenhuis en een calvarieberg uit de 17e eeuw behoren.

## Afbeeldingen

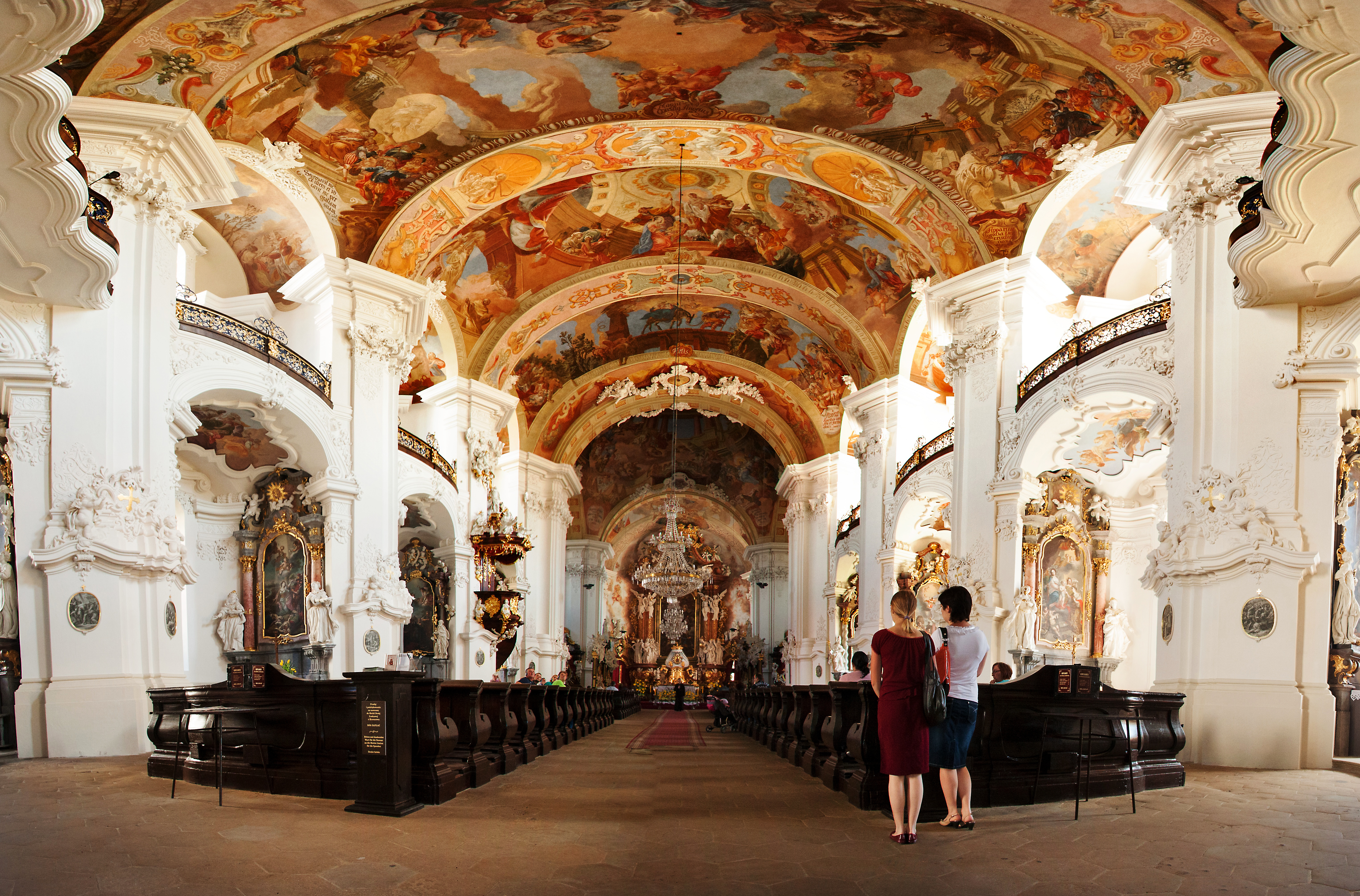
Overzicht interieur
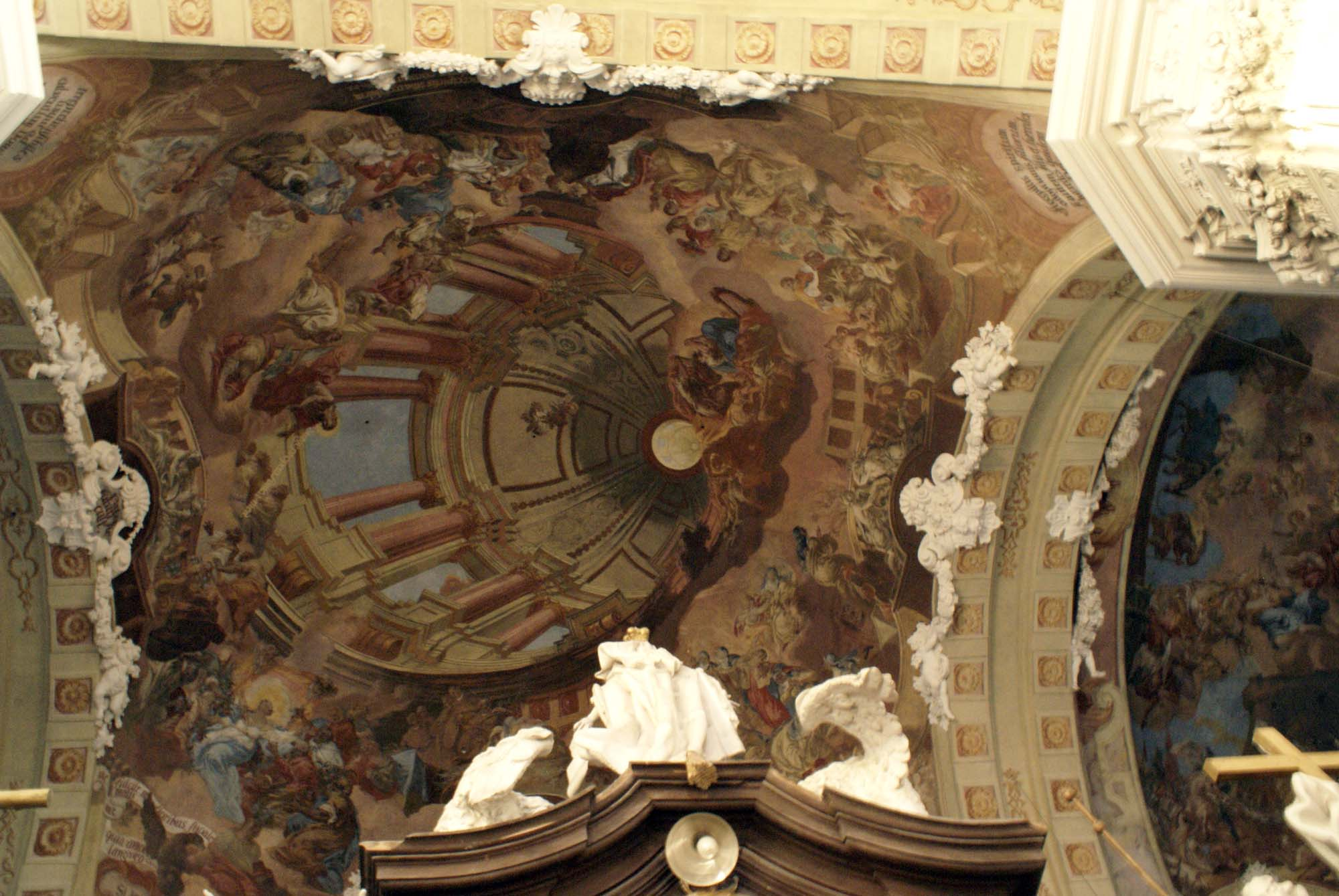
Trompe-l'oeil
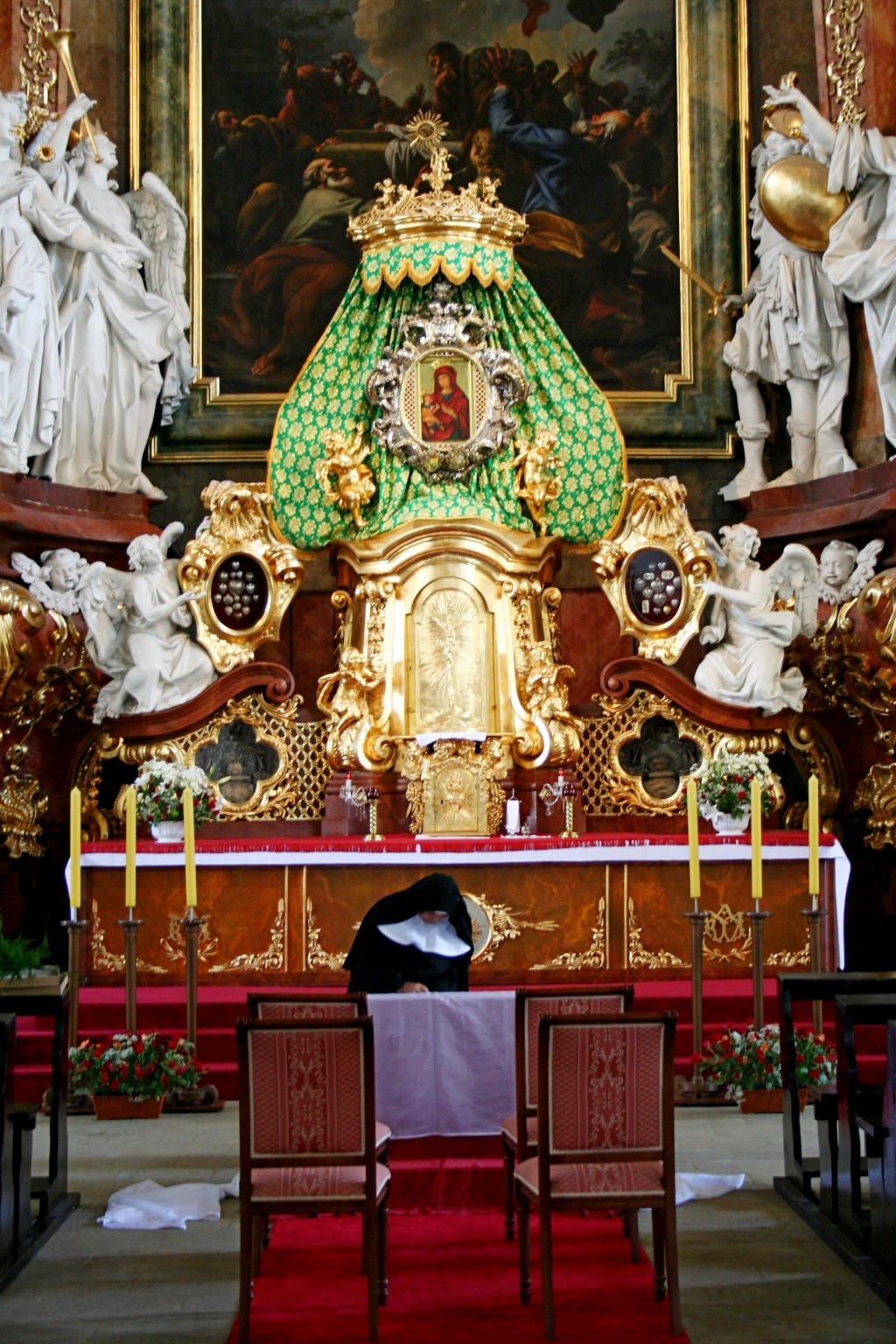
Hoogaltaar
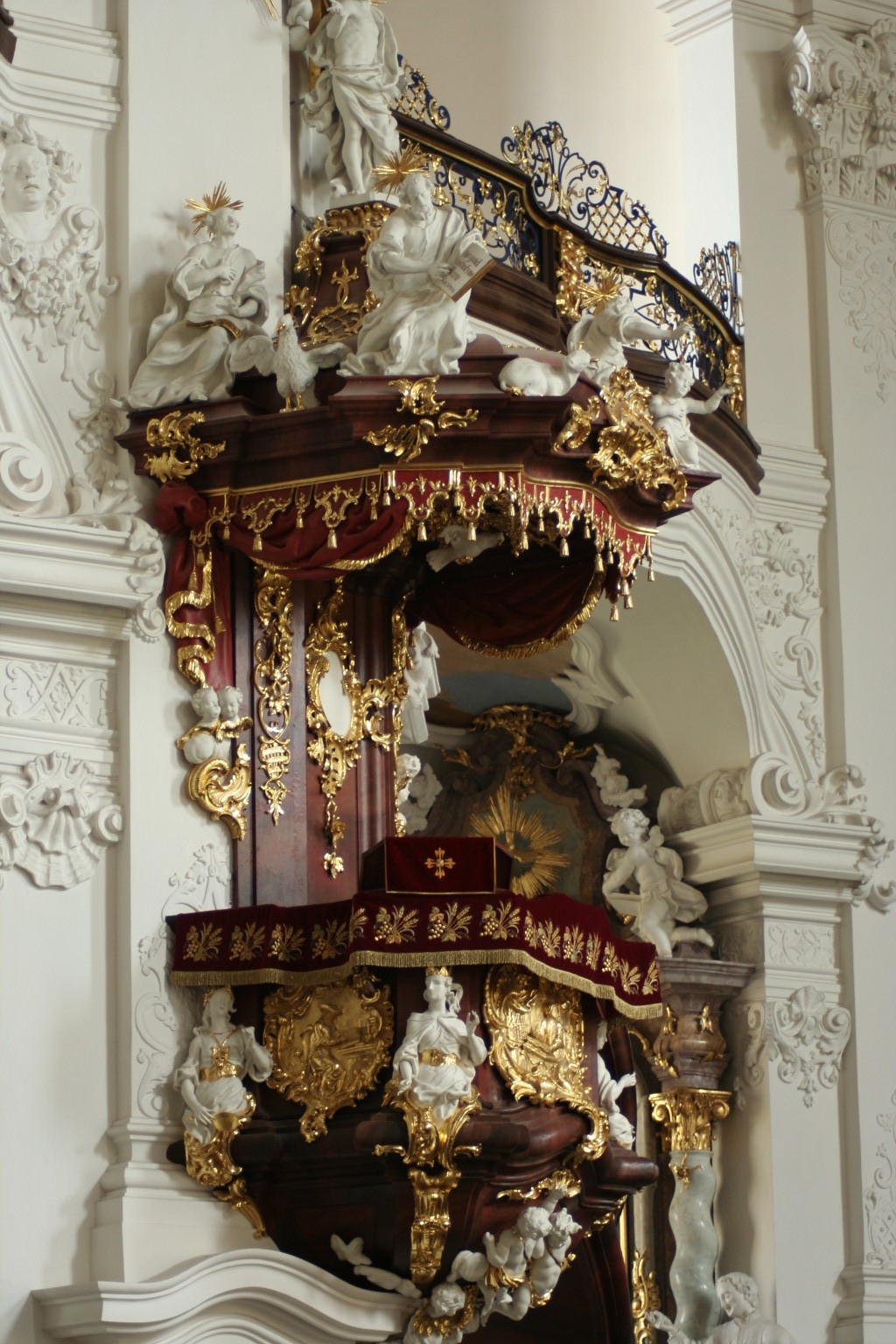
Kansel
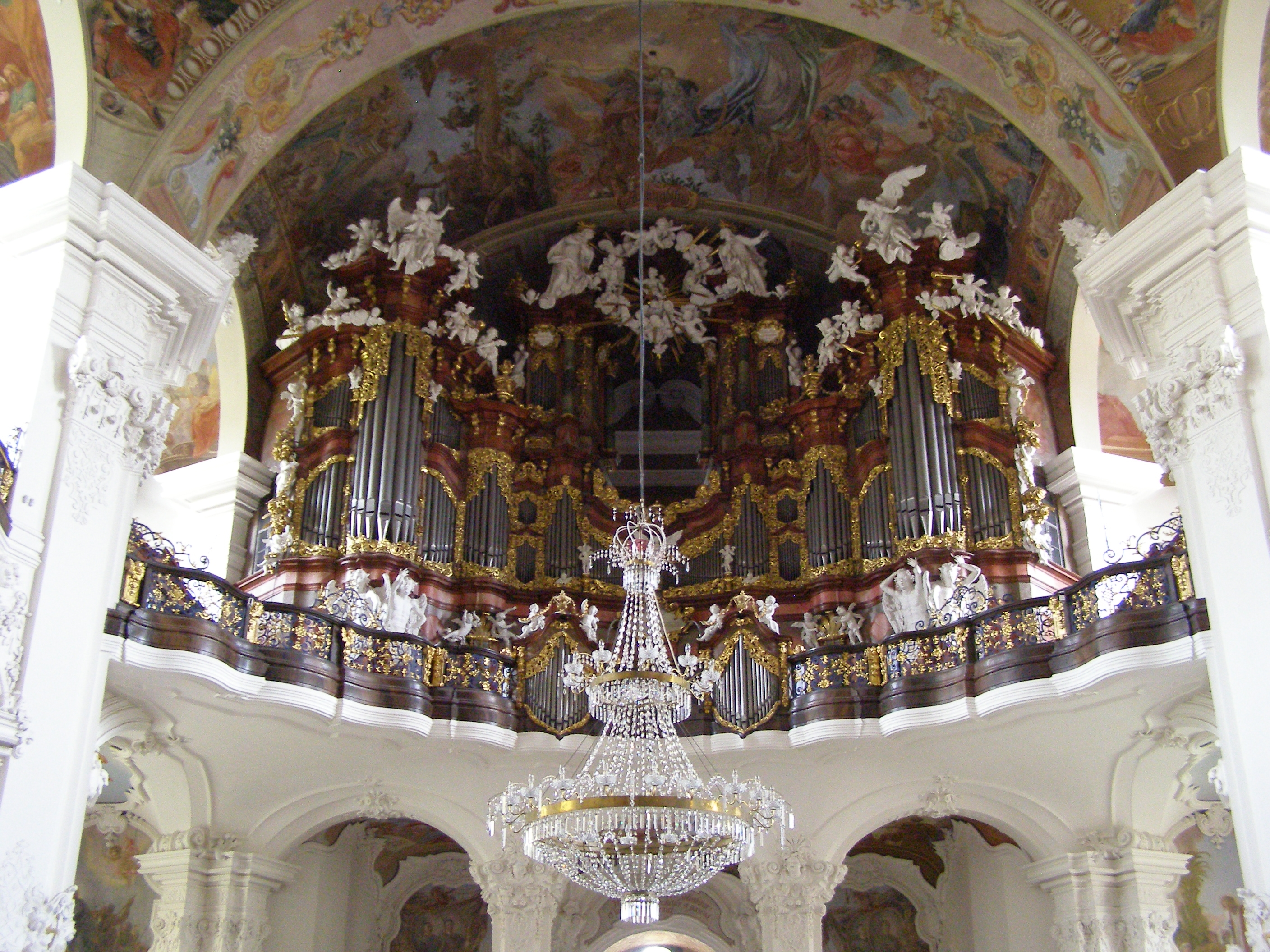
Orgel
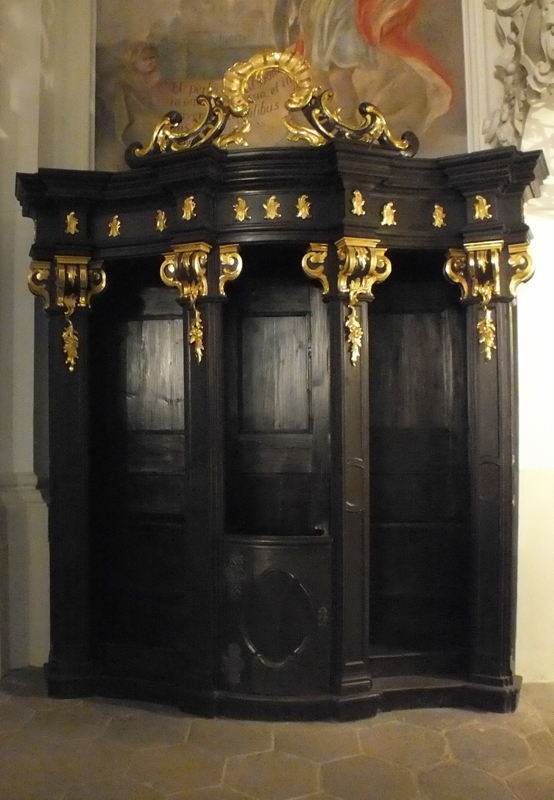
Biechtstoel